# Complete
Complete – pierwszy album studyjny południowokoreańskiej grupy BtoB, wydany 29 czerwca 2015 roku przez Cube Entertainment. Płytę promował utwór „It’s Okay” (kor. 괜찮아요). Sprzedał się w nakładzie 51 857 egzemplarzy w Korei Południowej (stan na luty 2019).

## Tło
4 czerwca 2015 roku Cube Entertainment ogłosiło, że BtoB wydadzą swój pierwszy album studyjny w dniu 29 czerwca. Przed compackiem, BtoB poinformowali o całkowitej zmianie swojego stylu w porównaniu z poprzednimi promocjami, wraz z pierwszym głównym utworem „It’s Okay” z gatunku R&B.

## Lista utworów
| CD  | CD                                                                          | CD                                                          | CD                                      | CD                                      | CD      |
| Nr  | Tytuł utworu                                                                | Tekst                                                       | Kompozycja                              | Aranżacja                               | Długość |
| --- | --------------------------------------------------------------------------- | ----------------------------------------------------------- | --------------------------------------- | --------------------------------------- | ------- |
| 1.  | „Complete (Intro)”                                                          | E.ONE                                                       | E.ONE                                   | E.ONE                                   | 2:38    |
| 2.  | „Gwaenchanhayo” (kor. 괜찮아요, ang. It’s Okay)                             | Son Young-jin, Jo Sung-ho, Hong Seung-sung, Minhyuk, Ilhoon | Son Young-jin, Jo Sung-ho               | Son Young-jin, Jo Sung-ho               | 4:12    |
| 3.  | „Neona jal sala” (kor. 너나 잘 살아, ang. Live Well Yourself)               | Bickssancho, Socrates                                       | Seo Jae-woo                             | Seo Jae-woo                             | 3:45    |
| 4.  | „Buk chigo janggu chigo” (kor. 북 치고 장구 치고, ang. One Man Show)        | Seo Jae-woo, Seo Yong-bae, Minhyuk, Ilhoon                  | Seo Jae-woo, Seo Yong-bae               | Seo Jae-woo, Seo Yong-bae               | 3:42    |
| 5.  | „Summer Romance”                                                            | Bickssancho, FERDY, Lim Hyunsik                             | Bickssancho, FERDY, Lim Hyunsik         | Bickssancho, FERDY                      | 3:41    |
| 6.  | „Chingu-ui yeojachingu” (kor. 친구의 여자친구, ang. My Friend's Girlfriend) | Ilhoon, Hyunsik, Minhyuk                                    | Ilhoon, Hyunsik                         | Seo Jae-woo                             | 3:41    |
| 7.  | „Kkochboda geunyeo” (kor. 꽃보다 그녀, ang. Her Over Flowers)               | Jo Sung-ho, FERDY, Ilhoon                                   | Jo Sung-ho, FERDY                       | Jo Sung-ho, FERDY                       | 3:23    |
| 8.  | „Bogopa” (kor. 보고파, ang. I Miss You)                                     | Hyunsik                                                     | Hyunsik                                 | Hyunsik                                 | 4:03    |
| 9.  | „Eogiyeocha diyeocha” (kor. 어기여차 디여차, ang. Giddy Up)                 | Seo Jae-woo, Bickssancho, CAESAR & LOUI, Minhyuk            | Seo Jae-woo, Bickssancho, CAESAR & LOUI | Seo Jae-woo, Bickssancho, CAESAR & LOUI | 3:13    |
| 10. | „Open”                                                                      | Minhyuk, Jerry.L, Ilhoon                                    | Minhyuk, Jerry.L                        | Minhyuk, Jerry.L                        | 3:17    |
| 11. | „Bimil (Insane)” (kor. 비밀 (Insane)) (Acoustic Ver.)                       | Seo Jae-woo, Seo Yong-bae, Minhyuk, Ilhoon                  | Seo Jae-woo, Seo Yong-bae               | Seo Jae-woo, Seo Yong-bae               | 3:06    |
| 12. | „Shake It”                                                                  | Hyunsik, Ilhoon                                             | Hyunsik, Ilhoon                         | Hyunsik, Ilhoon                         | 3:14    |
| 13. | „Everything`s Good (Outro)” (Ilhoon Solo)                                   | Ilhoon                                                      | Ilhoon                                  | Ilhoon, Hyunsik, Son Young-jin          | 4:05    |

## Notowania
| Lista                    | Pozycja |
| ------------------------ | ------- |
| Gaon Weekly Album Chart  | 1       |
| Gaon Monthly Album Chart | 9       |
| Gaon Yearly Album Chart  | 52      |
| Five Music (Tajwan)      | 5       |